# Nordwestkreuz Frankfurt
Het Nordwestkreuz Frankfurt is een knooppunt in de Duitse deelstaat Hessen. Op dit klaverbladknooppunt ten noordwesten van Frankfurt am Main kruist de A5 (Hattenbacher Dreieck-Zwitserse grens) de A66 (Wiesbaden-Frankfurt).

## Rijstroken
Nabij het knooppunt heeft de A5 net als de A66 ten westen van het knooppunt 2x3 rijstroken. Ten oosten van het knooppunt telt de A66 2x4 rijstroken. Een bijzonderheid is dat op het knooppunt ook de Landesstraße L3006 vanuit Eschborn aansluit. Ongeveer twee kilometer ten oosten van het knooppunt eindigt het westelijk deel van de A66 ten noorden van het centrum van Frankfurt am Main in de aansluiting Frankfurt-Ludwig Landmann Straße waar hij overgaat in de Theodor Heussallee.

## Verkeersintensiteiten
In 2010 werd het knooppunt dagelijks door ongeveer 192.000 voertuigen gebruikt, waarmee het tot de drukste knooppunten van Duitsland behoort.
| Van                       | Naar                                       | Gemiddeld aantal voertuigen per dag |
| ------------------------- | ------------------------------------------ | ----------------------------------- |
| Bad Homburger Kreuz (A 5) | Nordwestkreuz Frankfurt                    | 122.100                             |
| Nordwestkreuz Frankfurt   | Westkreuz Frankfurt (A 5)                  | 113.400                             |
| Eschborner Dreieck (A 66) | Nordwestkreuz Frankfurt                    | 68.300                              |
| Nordwestkreuz Frankfurt   | AS Frankfurt-Ludwig-Landmann-Straße (A 66) | 79.100                              |

## Richtingen knooppunt
| Aansluitende wegen                                   | Aansluitende wegen                                      | Aansluitende wegen | Aansluitende wegen | Aansluitende wegen                                     |
| ---------------------------------------------------- | ------------------------------------------------------- | ------------------ | ------------------ | ------------------------------------------------------ |
| L3005 richting Steinbach / Eschborn Kronberg         |                                                         |                    |                    | richting Gießen / Dortmund Kassel / Hannover           |
|                                                      |                                                         |                    |                    |                                                        |
|                                                      | richting Frankfurt-Miquelallee / -Stadtmitte -Rödelheim |                    |                    |                                                        |
|                                                      |                                                         |                    |                    |                                                        |
| richting Frankfurt-Höchst / Keulen Mainz / Wiesbaden |                                                         |                    |                    | richting Westkreuz Frankfurt / Frankfurter Kreuz Bazel |